# Flotatie
Flotatie is een chemisch proces waarbij gesuspendeerde mengsels worden gescheiden op basis van verschil in bevochtigbaarheid door water. Flotatie vindt veel toepassing in de metallurgie, de afvalverwerking en de mijnbouw.

## Principe
Door een suspensie van fijngemalen deeltjes worden luchtbelletjes geblazen, waaraan de hydrofobe componenten zich hechten, terwijl de hydrofiele deeltjes achterblijven in de waterige fase. Om het hydrofobe karakter van bepaalde componenten uit het mengsel te bevorderen, worden zogenaamde collectoren toegevoegd. De selectiviteit wordt gestimuleerd door toevoeging van stoffen die de werking van collectoren op een bepaalde component bevorderen (promotoren) of juist afremmen (depressoren). Een veelgebruikte collector is 4-methylpentan-2-ol.